# Nicklas Grundsten
Nicklas Grundsten  (ur. 1 października 1983 w Sztokholmie) – szwedzki piłkarz ręczny, reprezentant kraju. Występuje jako obrotowy. Obecnie występuje w Lidze ASOBAL, w drużynie
BM Granollers.

## Kluby
- 2003-2004  Hammarby IF
- 2004-2005  GOG Svendborg TGI
- 2005-2008  Hammarby IF
- 2008-2009  HSV Hamburg
- 2009-  BM Granollers

## Sukcesy
- 2003: mistrzostwo Świata juniorów
- 2005: puchar Danii
- 2006, 2007: mistrzostwo Szwecji
- 2009: superpuchar Niemiec